# Heritage (Band)
Heritage war eine englische New-Wave-of-British-Heavy-Metal-Band aus Sheffield, die etwa 1980 gegründet wurde und sich 1983 auflöste.

## Geschichte
Nach ihrer Gründung hielt die Band Auftritte ab, unter anderem am 10. April 1980 mit Def Leppard und Magnum in der Sheffield City Hall. Nachdem ein erstes Demo aufgenommen worden war, unterzeichnete die Gruppe einen Vertrag bei dem Mansfielder Label Rondelet Records, worüber 1981 die Single Strange Place to Be mit dem Lied Misunderstood als B-Seite erschien. Die Aufnahmen hierzu hatten im Fairview Studio in Kingston upon Hull stattgefunden. Da die Single auf positive Resonanz stieß, begannen daraufhin die Arbeiten zum Debütalbum. Die Aufnahmen wurden durch mehrfache Besetzungswechsel erschwert. Das Album erschien 1982 unter dem Namen Remorse Code, zu diesem Zeitpunkt war der Gitarrist Steve Johnson das einzig verbliebene Originalmitglied. Vervollständigt wurde die Besetzung nun durch Steves Bruder Paul „Fasker“ Johnson am Bass, den Schlagzeuger Pete Halliday und den Gitarristen Steve Barratt. Die Johnson-Brüder und Barratt teilten sich den Gesangsposten. Aufgrund finanzieller Probleme erklärte Rondelet Records seinen Bankrott, woraufhin sich die Band Ende 1983 auflöste. Gegen Ende der 1980er Jahre wurden wenige vereinzelte Auftritte wieder abgehalten. 1996 wurde das Album bei British Steel Records mit Strange Place to Be und Misunderstood als Bonus wiederveröffentlicht.

## Stil
Laut Malc Macmillan in The N.W.O.B.H.M. Encyclopedia ist die Band den Fußspuren von Witchfynde, Brooklyn und Gaskin gefolgt. Beim Hören der ersten Single fühlte er sich an Fugitive, Torture, Soldier und frühe Def Leppard erinnert. Das Debütalbum klinge kommerzieller und weise Einflüsse von Trespass und Praying Mantis auf. Das Lied Attack Attack erinnere an Savage. Matthias Mader schrieb in NWoBHM New Wave of British Heavy Metal The glory Days, dass das Album dort weitermacht, wo die Single aufgehört habe. Hierauf sei „energischer HM mit rauh-kehligem Gesang und ruhigen Momenten“ zu hören. The International Encyclopedia of Hard Rock and Heavy Metal schrieb, dass die Band gute bis durchschnittliche Musik der New Wave of British Heavy Metal spielt. Der Gesang sei unangemessen zur Musik, werde jedoch durch die E-Gitarren ausgeglichen. Martin Popoff gab in seinem Buch The Collector’s Guide of Heavy Metal Volume 2: The Eighties an, dass das Album Material von Heavy Pettin und Stampede, werde jedoch durch eine schlechte Produktion beeinträchtigt. Das Spiel der E-Gitarren erinnere an Thin Lizzy. In den Songs verarbeite die Gruppe Pop-Melodien und ein Schlagzeugspiel, das dem Punk entliehen worden sei. Zudem zog er einen Vergleich zu Shiva, Demon und The Black Riders.

## Diskografie
- 1981: Strange Place to Be (Single, Rondolet Records)
- 1982: Remorse Code (Album, Rondolet Records)